# Estate verde
Estate verde è un dipinto di Piero Giunni. Eseguito tra il 1987 e il 1989, appartiene alle collezioni d'arte della Fondazione Cariplo.

## Descrizione
La composizione è dominata dall'accostamento di tasselli cromatici giocati su diverse gradazioni del verde, a ricreare un paesaggio prettamente luminoso e cromatico memore della lezione di Monet.

## Storia
L'opera venne esposta da Giunni in una sua mostra personale allestita alla Permanente di Milano nel 1990; in quell'occasione venne acquistata dalla Fondazione Cariplo.